# 판도로
판도로(Pandoro)는 이탈리아의 전통 빵으로서 달콤한 빵이다. 파네토네와 함께 크리스마스, 신년에 가장 많이 먹는 요리이다. 베로나의 요리이며, 전통적인 모양이으로는 8각형의 별모양을 하고 있다.
바닐라 혹은 각설탕을 함께 내놓으며 겨울철에 먹는 음식이기 때문에 흰 가루를 흩뿌려서 예쁘게 내놓기도 하다.

## 역사
판도로는 오랜 전통을 갖고 있으며 고대에는 빵 중에서도 황금빵(Pan d'oro)으로 불린 것으로 추측된다. 중세를 거치면서 흰 빵은 귀족들이 먹고 일반 빵은 서민들이 먹게 됐다. 단 맛이 나는 빵은 자연히 귀족의 전유물이었다. 달걀과 버터, 설탕, 꿀로 요리한 이런 종류의 빵은 궁정의 빵으로 여겨졌다.
일부에서는 프랑스의 과자인 브리오시가 판도로의 조상에 해당한다고 보기도 한다. 한편 비엔나에서 유래한 제빵술이 도래하여 나타난 것으로 보기도 한다. 하지만 최초로 판도로에 대해 정확히 구별짓고 있는 자료는 18세기 대의 것이다. 판도로는 베네치아의 귀족이 많이 소비했으며 향신료가 거래되는 대시장이었으므로 꿀이나 설탕을 구해서 반죽에 넣어 만들었을 것이라는 추측이 가능하다. 베로나 지역 또한 베네치아 궁정의 지배하에 있었으므로 해당 지역에서 수세기에 걸쳐 많은 변화가 일어났다고 볼 수 있기도 하다. 근대적인 형태의 판도로는 상업적 목적으로 제빵 특허를 도메니코 멜레가티가 취득하면서 시작됐다.
그가 특허를 획득한 1894년에 이르러 판도로는 이탈리아 제과의 진수로 여겨지기 시작하며 베로나에서는 제과 기술을 배우기 위해 빈에서 공부하는 것이 거의 필수이다. 수십 년 전까지만 해도 베로나 시내의 중심에 있던 가장 오랜 가게에서는 오스트리아 출신의 요리사 혹은 공부를 마친 제빵사를 고용했다.

## 같이 보기
- 브리오시
- 파네토네
- 이탈리아 요리